# Корсунська Берта Іванівна
Берта Іванівна Корсунська (при народженні Шейндл-Блюма Корсунська; 1900, Одеса — дата смерті невідома) — українська, радянська шахістка, чемпіонка Української РСР з шахів серед жінок (розділила перемогу з Цилею Фрід, 1949), учасниця фіналу чемпіонату СРСР з шахів серед жінок (1950), шаховий арбітр.

## Життєпис
Берта Корсунська народилася в грудні 1900 року в Одесі. У 1936 році перемогла на чемпіонаті міста Одеси з шахів серед жінок. У 1937—1938 роках працювала інспектором з шахів Одеського комітету фізкультури, а також завідувачкою квітковим павільйоном у міському парку імені Т. Г. Шевченка. Після німецько-радянської війни була однією з найсильніших шахісток України. У 1946 році стала другим призером чемпіонату України з шахів серед жінок, а в 1949 році перемогла у чемпіонаті України з шахів серед жінок. У тому ж році розділила 2-3-ті місця у півфіналі чемпіонату СРСР з шахів серед жінок в Талліні, а в 1950 році була серед учасниць чемпіонату СРСР з шахів серед жінок в Ризі.
У 1950-х роках переїхала у Дніпропетровськ, була чемпіонкою Дніпропетровської області і працювала суддею на шахових турнірах, зокрема була головним суддею чемпіонату України із шахів 1965 року серед чоловіків.. Про її останні роки життя немає достовірних фактів.

## Турнірні результати
| Рік  | Місце проведення | Турнір                 | Результат | +  | — | = | Місце   |
| ---- | ---------------- | ---------------------- | --------- | -- | - | - | ------- |
| 1935 | Київ             | 1-й чемпіонат України  | 10½ з 14  |    |   |   | — 5     |
| 1936 | Київ             | 2-й чемпіонат України  | 8 з 12    |    |   |   | 4 — 5   |
| 1937 | Київ             | 3-й чемпіонат України  | 11 з 15   | 10 | 3 | 2 | 4       |
| 1946 | Київ             | 6-й чемпіонат України  | 8½ з 11   | 7  | 1 | 3 | Silver  |
| 1947 | Київ             | 7-й чемпіонат України  | 6 з 10    | 5  | 3 | 2 | 4       |
| 1948 | Київ             | 8-й чемпіонат України  | 8 з 13    | 7  | 4 | 2 | 5 — 6   |
| 1949 | Одеса            | 9-й чемпіонат України  | 7½ з 11   | 6  | 2 | 3 | — 2     |
| 1950 | Київ             | 10-й чемпіонат України | 5½ з 14   | 4  | 7 | 3 | 10      |
|      | Рига             | 10-й чемпіонат СРСР    | 4½ з 15   | 3  | 9 | 3 | 14 — 15 |
| 1951 | Київ             | 11-й чемпіонат України | 5 з 14    | 3  | 7 | 4 | 12      |
| 1952 | Київ             | 12-й чемпіонат України | 8 з 15    | 6  | 5 | 4 | 9 — 10  |
| 1953 | Київ             | 13-й чемпіонат України | 6 з 17    | 4  | 9 | 4 | 16      |
| 1954 | Київ             | 14-й чемпіонат України | 4½ з 14   | 3  | 8 | 3 | 12 — 13 |
| 1956 | Київ             | 16-й чемпіонат України | 10½ з 17  |    |   |   | 4 — 7   |